# مناخ قطبي

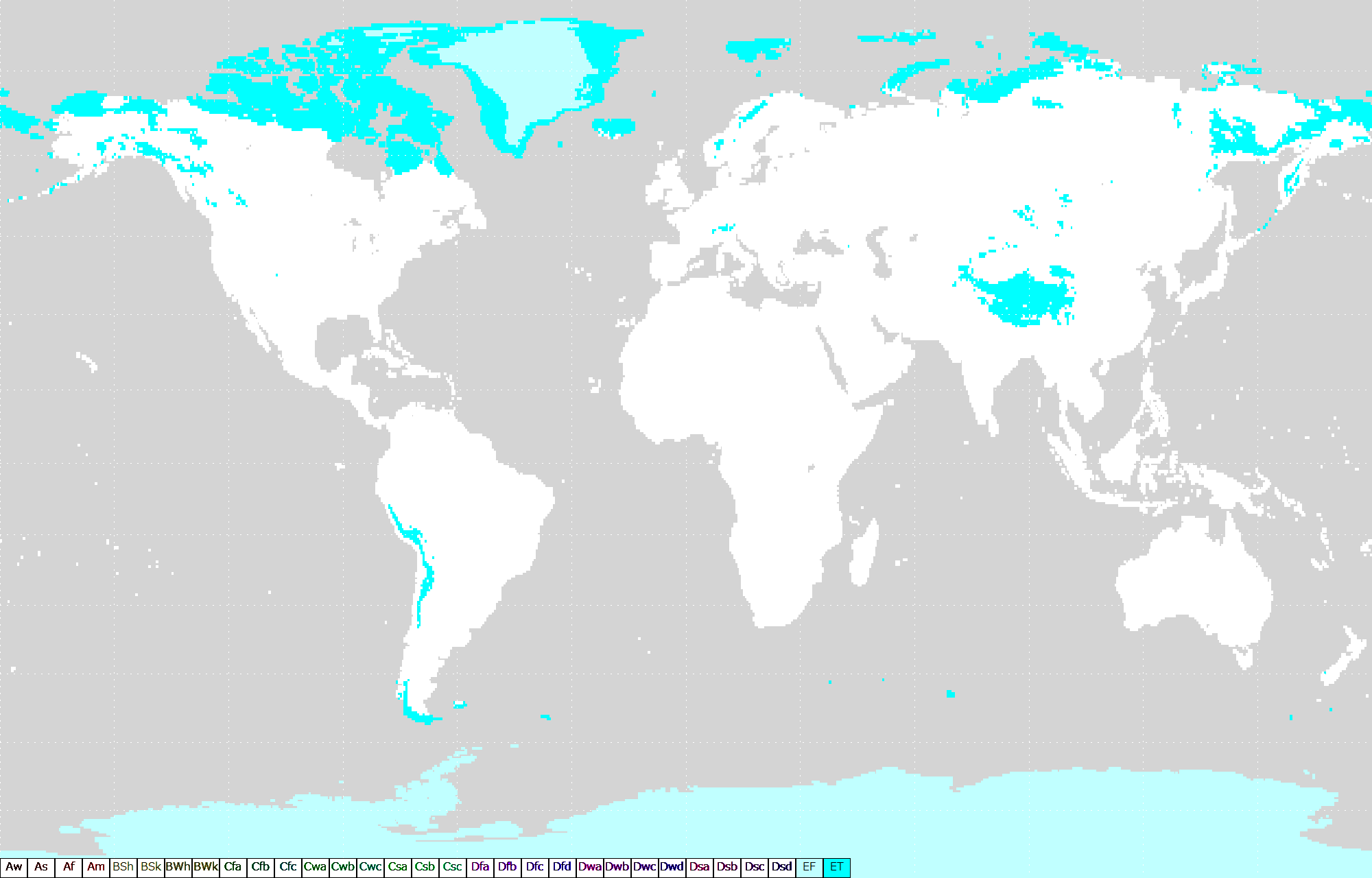
مناطق المناخ القطبي حسب تصنيف كوبن للمناخ

للإشعاعات الشمسية أثر قليل على المناطق القطبية بسبب زاويتها حيث تضرب الأرض بطريقة غير مباشرة عكس خط الإستواء. وتأثير آخر من الغلاف الجوي السميك في المنطقة القطبية حيث يجب على أشعة الشمس اختراقه لتصل إلى السطح.

تتميز مناطق المناخ القطبي بصيف دافئ. المعدل الحراري في المناطق القطبية هو أقل من 10°م لكل شهر، ويغطي مساحة أكثر 20٪ من الأرض. وتدوم الشمس لساعات طويلة خلال فصل الصيف، وساعات أقل خلال فصل الشتاء.
ينتج المناخ القطبي عن وجود تندرا بدون أشجار، مجلدات أو طبقات من الجليد السرمدي أو المؤقت. في هذا المناخ يكون فصل الصيف معتدلاً وفصل الشتاء قارس البرودة.

## التصنيفات
هناك نوعان من المناخ القطبي: مناخ التندرا (تصنيف كوبن للمناخ: ET) والمناخ الجليدي EF. يتميز مناخ التندرا بمعدل درجة حرارة شهر واحد على الأقل أعلى من 0°م، أما مناخ الغطاء الجليدي فمعدلاته الشهرية كلها أدنى من 0°م.
في مناخ التندرا، لا يمكن إلا أصناف محددة من النباتات النمو، بحيث لا يمكن للأشجار الظهور. في مناخ الغطاء الجليدي، لا وجود لأشجار ولا لنبات، فقط مساحات شاسعة من الجليد.
عدة مناطق مرتفعة على الأرض بها مناخ حيث لا شهر له معدل حراري أعلى عن 10°م، لأنه بسبب الارتفاع يسمى هذا المناخ مناخاً ألبياً، حيث هو الآخر يجمع مواصفات مناخ التندرا ومناخ الغطاء الجليدي.

## التوزيع

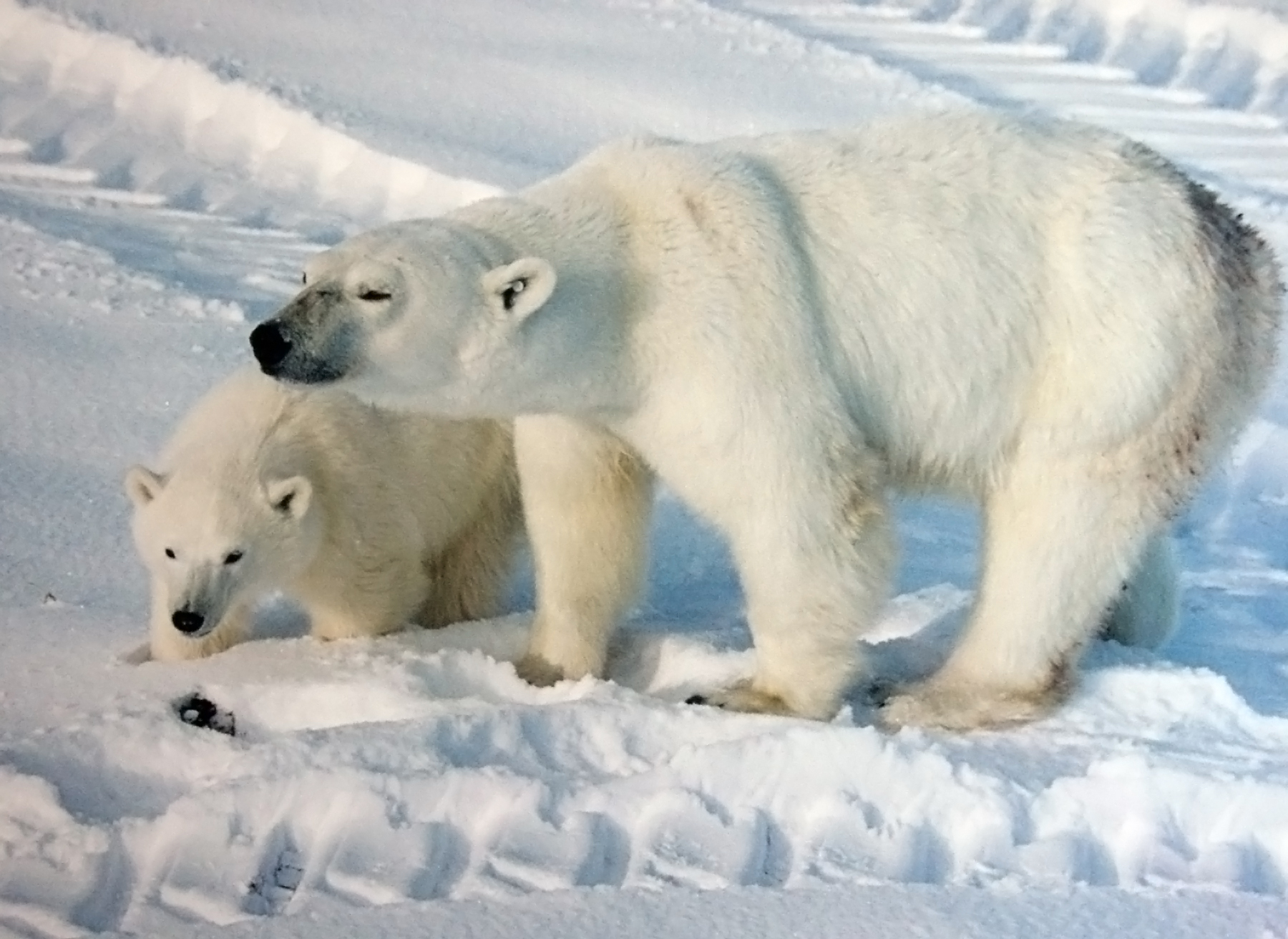
دب قطبي مع ديسم

على الأرض، المكان الوحيد حيث مناخ الغطاء الجليدي دائم هو أنتاركتيكا. مناطق معزولة متفرقة في جزيرة غرينلاند بها أيضاً هذا المناخ. المناطق الساحلية لغرينلاند حيث لا وجود لصفائح جليدية دائمة بها مناخ التندرا، الذي يوجد أيضاً في أقصى شمال الكتلة الأوروآسيوية، من أقصى الساحل الشمالي الشرقي لإسكندنافيا ثم ناحية الشرق تجاه مضيق بيرينغ، مناطق واسعة من شمال سيبيريا وشمال إيسلندا، وكذلك شمال كندا وألاسكا، متغيرا إلى مناخ الغطاء الجليدي.
نحو أقصى جنوب أمريكا الجنوبية يوجد مناخ التندرا (تييرا ديل فويغو حيث ممر دريك) وعدة جزر شبه قطبية كجزر فوكلاند من رتبة الأعمدة الدافئة حيث لا شهر أدفئ عن 10°م. هذه المنخفضات شبه القطبية أقرب لخط الإستواء عن سواحل التندرا عند الحوض القطبي.

### القطب الشمالي

خريطة للقطب الشمالي. يرمز الخط الأحمر إلى ذو المعدل في شهر يوليو الذي يبلغ 10°م. المناطق البيضاء تبين أدنى تمدد للجليد البحري في صيف 1975.

بعض مناطق القطب الشمالي مغطاة بالجليد (جليد بحري، مجلدات أو ثلوج) على مدار السنة، وتقريبا يبقى نوع من أشكال الجليد على مساحات كل مناطق القطب الشمالي. تتأرجح درجات الحرارة في يناير ما بين –40°م و0°م، وتهبط في الشتاء إلى ما دون 50 درجة تحت الصفر. وتتأرجح درجات الحرارة في يوليو ما بين –10° و10°م مع ارتفاع استثنائي في درجات الحرارة التي قد تصل إلى 30° مئوية.
يتكون القطب الشمالي من محيط محاط بأراض قريبة. لذلك يكون مناخ القطب الشمالي معدلا بمياه المحيط، الذي لا تنزل درجات حرارته عن –2° مئوية.
في الشتاء، تجعل هذه المياه الدافئة نسبيا والمغطات أحيانا بطبقات من الجليد القطب الشمالي من أبرد الأمكنة في نصف الكرة الشمالي، ولذلك يكون القطب الجنوبي أبرد بكثير من الشمالي. في الصيف وجود المياه القريبة تجعل المناطق الساحلية دافئة أكثر.

### القطب الجنوبي
يعتبر مناخ أنتاركتيكا أبرد مناخ على الأرض، مع تسجيل أدنى درجة على الكوكب حيث بلغت 89.2 درجة مئوية تحت الصفر وذلك في محطة فوستوك. وهو أيضاً قاحل وجاف جداً (تقنيا صحراء) مع تسجيل معدلات هطول تصل إلى 166 مم سنوياً. ويذوب الثلج نادرا على معظم مناطق القارة لتتشكل مجلدات مشكلة صفائح جليدية. نادرا ما تخترق جبهات جوية أجواء القارة الجليدية نحو الداخل.